# 49e régiment d'infanterie territoriale
Le 49e régiment d'infanterie territoriale est un régiment d'infanterie de l'armée de terre française qui a participé à la Première Guerre mondiale.

## Création et différentes dénominations
Le régiment reçoit son numéro par décret du 19 mars 1875, en prévision de la mobilisation.

## Chefs de corps
Alfred Engel (1848-1913) après un engagement au cours de la guerre de 1870 en devient le chef de bataillon, bien qu'habitant à Mulhouse, ville arrachée à la France après la défaite. Entrepreneur et patron de Dollfus-Mieg et Cie, il milita également au sein des sociétés de tir et d'instruction militaire. 

## Historique des garnisons, combats et batailles

### Première Guerre mondiale

#### Affectation
- Groupement sud de la défense mobile de Belfort d'octobre 1914 à août 1915
- 105e division d'infanterie territoriale d'août 1915 à mars 1916.

## Drapeau
Il porte, cousues en lettres d'or dans ses plis, les inscriptions suivantes :
- Alsace 1914.

## Sources et bibliographie
- Historique du 49e R.I.T., Belfort-Mulhouse, Herbelin, 1920, 24 p., lire en ligne sur Gallica.